# 泛马来亚职工总会
泛马来亚职工总会（英語：Pan Malayan Federation of Trade Unions; abbrev. PMFTU ）是马来亚共产党在日本投降后于1946年成立的工会组织。1946年初，马共在新山召开一场会议，出席者包括阿都拉·西迪、陈路、甘纳巴蒂、蓝瑞和翻译员阿勇。
会议的任务，是要将新加坡和马来亚半岛的各个工会改组为一个新的总工会，即泛马来亚职工总会。新工会领导机构决定由各民族干部组成，马来亚职工总会总秘书陈路任总秘书，甘纳巴蒂任主席，阿都拉·西迪和蓝瑞任副主席。会议还决定出版马来文的《火炬》作为工会的机关报，由阿都拉·西迪负责出版，瓦希· 阿努瓦为主编。泛马来亚职工总会建立后，马共领导的马来亚职工总会，新加坡职工总会，和马来亚马来总工会等，都并入泛马来亚职工总会，会员达到40万人以上。
1946年12月22日，泛马来亚职工总会加入全马联合行动理事会，共同反对马来亚联合邦计划。此后，全马联合行动理事会与马来左翼政党联盟人民力量中心结盟，形成声势浩大的反联合邦团体。1947年9月21日，全马联合行动理事会-人民力量中心推出了《人民宪章》作为未来的马来亚宪法的基础。1947年10月，为抗议政府通过的《马来亚联合邦宪法提案》，联盟决定发动总罢市，也就是著名的全马总罢市。
1947年初，泛马来亚职工总会在吉隆坡会所召开全国代表大会，各州分会和马来亚马来职工总会都派代表参加大会。除了确定此前会议决定的领导人员外，代表大会还选出驻各州的代表，吉打和玻璃市两个分会合并，新加坡工会则附属于新加坡市工人理事会。代表大会结束后，泛马来亚职工总会迅速成为全马实力最强的工会组织。这一整年，工业不安宁的趋势日愈紧张。在新马两地，总共爆发了300次工潮。在这期间，罢工行动造成了70万人日的损 失，导致马来半岛的胶园和锡矿场，以及港口来往商船运输，遭受严重破坏。
此外，在泛马来亚职工总会领导下，十多万名印度族胶工参加了全国胶工同盟罢工，新加坡各行业工人，柔佛树胶工人，马六甲树胶工人，森美兰马口、 波德申树胶工人，雪兰莪煤炭山煤矿工人、新街场锡矿工人、加影树胶工人，彭亨林明锡矿工人，霹雳锡矿工人、树胶工人、油棕工人，槟城码头工人，吉打居林树胶工人以及各州其他各种行业的广大工人都举行过多次罢工。
1948年6月英国宣布实施紧急状态，泛马来亚职工总会被取缔。